# Gregorio López (religioso)

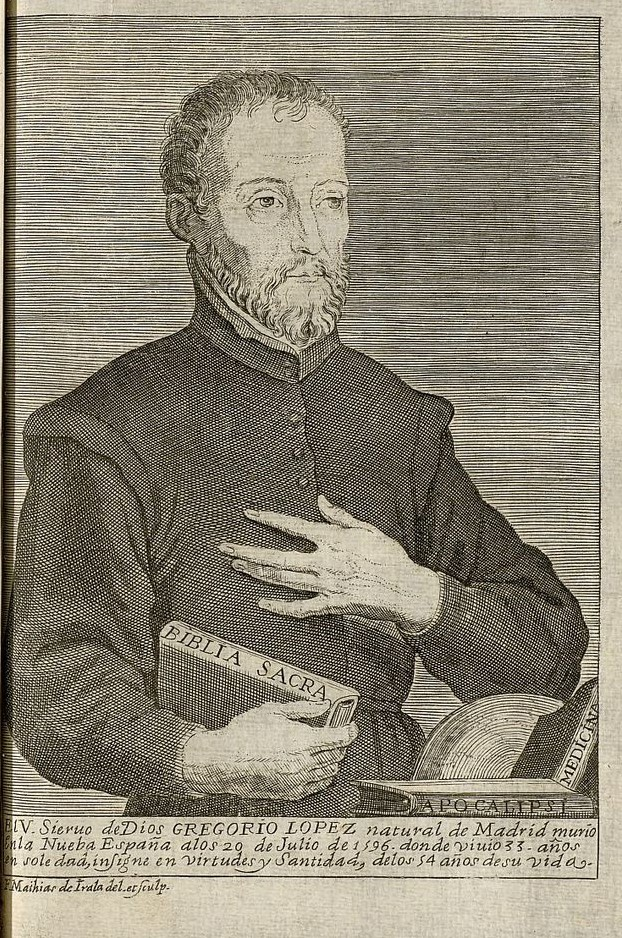
Retrato del venerable Gregorio López, natural de Madrid, muerto en la Nueva España en 1596, ilustración de Vida del siervo de Dios Gregorio López escrita por el Padre Francisco Losa, Madrid, Imprenta de Juan de Ariztia, 1727

Gregorio López (Madrid, 4 de julio de 1542-Santa Fe, 20 de julio de 1596), «primer ermitaño del Nuevo Mundo», fue también autor de dos escritos de naturaleza diversa: Tesoro de medicina, un tratado dedicado a las plantas medicinales fruto de sus propias observaciones y de su comunicación con los indígenas chichimecas, y Declaración del Apocalipsis.
Su biografía fue escrita por su «compañero en la soledad» Francisco Losa, publicada primero en México en 1613, traducida al portugués en 1675 y de nuevo en castellano, por disposición de Gregorio de Argaiz, en la imprenta de Antonio Francisco de Zafra, Madrid, 1678, junto con el Tratado del Apocalipsi, y con el añadido de sus dos obras, en Madrid en 1727. De ella se valió José Antonio Álvarez Baena en su Hijos de Madrid, ilustres en santidad, dignidades, armas, ciencias y artes, y puede completarse con los datos obtenidos de los procesos inquisitoriales abiertos contra los focos alumbradistas aparecidos en la Nueva España a finales del siglo XVI y los procesos de beatificación del propio Gregorio López, ya en el XVIII.

## Biografía
Según Losa habría nacido en Madrid el 4 de julio de 1542, en aquel tiempo festividad de san Gregorio Taumaturgo, trasladada luego al 17 de noviembre, y recibió el bautismo en la parroquia de San Gil, que lo era de palacio. Álvarez de Baena indica, no obstante, no haber hallado la partida de bautismo ni en la parroquia de San Juan Bautista, a la que se agregó la de san Gil, ni en el convento franciscano de igual advocación. Nada sabía Losa de sus padres, de los que nunca le habló López, y tenía este apellido por ficticio, adoptado para ocultar su linaje, lo que para algunos se explicaría por descender de familia noble, que por humildad quiso hacer olvidar, aunque de sus conversaciones deducía que su familia era antes pobre que rica.
Según le había contado un «hombre grave y fidedigno», el joven López antes de partir para América, escapándose de casa, había hecho ya vida eremítica en Navarra, pero el padre, tras dar con él, le obligó a servir como paje en la corte, asentada en aquel momento en Valladolid. De ello, sin embargo, Losa solo podía certificar que conocía Burgos, pues en alguna ocasión le habló de su arquitectura, y que durante algún tiempo había servido como paje en la corte. Con veinte años emprendió el viaje hacia América, pasando en su camino por algunos santuarios marianos, pues visitó en Toledo a la Virgen del Sagrario y a la de Guadalupe en su convento extremeño.
Arribó a Nueva España en San Juan de Ulúa y en Veracruz repartió de limosna la ropa blanca que llevaba. De allí marchó a la Ciudad de México donde se colocó como escribano el tiempo justo para ganar alguna ayuda de costa con la que pasar a Zacatecas, donde esperaba encontrar un lugar apropiado para llevar el modo de vida retirada al que aspiraba. En Zacatecas presenció el poco edificante espectáculo de la partida de los carros de la plata hacia México, entre injurias y pendencias, con el resultado de dos muertos, lo que le determinó a adentrarse en tierras de los chichimecas, en el valle de Amayac, a ocho leguas de Zacatecas, según Losa, aunque, según la declaración testifical de María Vázquez de Mercado, esposa del capitán Pedro Carrillo, ello debió de ocurrir pasados algunos años de su llegada a Zacatecas y tras haberse establecido y construido una ermita en un pedazo de tierra que le cedió la declarante en su hacienda. En aquel tiempo enseñó a leer y a escribir a los hijos del matrimonio, que le daban aviso cuando llegaba algún religioso para que pudiese asistir a misa, pues fuera de esos momentos vivía completamente aislado.
Con su vida solitaria llegó a ganarse el afecto de los chichimecas, que le proporcionaban alimento, y por el contrario la enemistad de los soldados españoles que perseguían a los indígenas para capturarlos y que dieron en tacharle de loco y de hereje luterano, por no asistir a misa, dado que la capilla más cercana se encontraba a siete leguas. Por no ser motivo de escándalo se trasladó a los pueblos del encomendero Alonso de Ávalos, donde tenía más fácil el cumplimiento del precepto dominical. Allí se encontró con fray Domingo de Salazar, futuro primer obispo de Manila, que se encontraba predicando por las minas de Zacatecas y le instó a trasladarse a Ciudad de México donde le daría una celda en el convento de Santo Domingo, en la que podría llevar la vida de soledad que ansiaba sin dejar de recibir asistencia espiritual. Así, pasados siete años, retornó a México, pero no quiso cambiar su sayal por el hábito conventual como le exigían los frailes por lo que no llegó a ingresar en el convento y pasados unos días se fue a Guasteca. Aquí se entregó al estudio de la Biblia, de la que aprendió algunos libros de memoria. Leyó, además, otros muchos libros de historia eclesiástica y algo de la profana que necesitaba para su mejor comprensión, siempre sirviéndose de libros prestados, que leía con gran rapidez, pues él no tenía ninguno.
Estando en Guasteca enfermo de disentería, de la que convalecía en casa de un sacerdote que lo acogió, es cuando llegaron a Francisco Losa las primeras noticias de su modo de vida. Viendo que empezaba a ser muy conocido, a los cuatro años se fue a Atlixco, donde no fue bien recibido por los religiosos, que desconfiaron de sus conocimientos de las Sagradas Escrituras sin estudios y de que, sin vestir hábito conventual, llevase aquella forma de vida eremítica. Se encaminó entonces de vuelta a México donde el arzobispo Pedro Moya de Contreras quiso examinarlo, enviando a Losa a que se entrevistase con él en el monasterio de Nuestra Señora de los Remedios, algo distante de la capital, quedando muy satisfecho de su doctrina. Tras recaer en la enfermedad regresó al hospital de Guasteca con un criado que el arzobispo puso para su cuidado. También el obispo de Guadalajara le sometió a examen inquisitorial, con pronunciamiento muy favorable. Aprovechó los siete años que pasó en este hospital, en el que no había médico ni cirujano, para componer su Tesoro de medicina, especie de herbolario con noticia de las propiedades curativas de las plantas de su huerto que hubo de adquirir por su propia experiencia pero también por la comunicación con los indígenas. Dice Álvarez de Baena que el manuscrito original fue regalado por el virrey marqués de Salinas al Real Convento de la Encarnación de Madrid, donde estaría guardado «con gran estima», pero según Álvaro Huerga el manuscrito «más auténtico» se conserva en el Archivio Segreto Vaticano.
Sin acabar de reponerse y gravemente enfermo, en 1589 volvió a México y de allí a Santa Fe, a dos leguas de la Ciudad de México en la que se halla ahora integrado pero propiedad en aquel tiempo del cabildo de Michoacán, lugar «muy a propósito para nuestro intento —escribe Losa— por su buen temple, y ayres sanos, y gran frescura de árboles, y aguas que suelen hacer más agradable la soledad». Permaneció allí hasta su muerte el 20 de julio de 1596, sábado, a mediodía. En 1616 su cuerpo fue trasladado de Santa Fe al convento de carmelitas descalzas de San José de México, fundación del arzobispo, donde, dice Álvarez de Baena, se halla «destrozado» a pesar de estar guardada la urna con varias llaves por las muchas reliquias que arzobispos y virreyes extrajeron de él, que se encuentran repartidas por el mundo. En 1636 el rey Felipe IV escribió al papa Urbano VIII instando la apertura de la causa de beatificación y ratificar las informaciones sumarias hechas por el arzobispo de México.